# Валка (місто)
Ва́лка (латис. Valka, нім. Walk) — місто на півночі Латвії, адміністративний центр Валкського краю.

## Назва
- Валка (латис. Valka;  вимова)
- Вальк (нім. Walk)

## Географія
Розташоване на кордоні з Естонією. Є сусідом естонської Валги, складаючи з ним, по суті, єдине місто.

## Історія
Перша згадка про місто (під назвою Валк) датується 1286 роком. 11 червня 1584 року польський король Стефан Баторій вручив Лівонське герцогство учредну грамоту і надав Валку права міста.
Після Північної війни місто увійшло до складу Російської імперії. У 1783 році імператриця Катерина II підписала указ, на основі якого був утворений Валкський повіт з центром у Валці, що увійшов до складу Ліфляндської губернії.
У 1889 році у Валці проживало 4450 жителів (2167 чоловіків і 2283 жінки); у 1860 році населення становило 2492 особи (1269 чоловіків і 1223 жінки).
Наприкінці XIX — на початку XX століття розвитку міста значно сприяло будівництво залізниці між Ригою і Ревелем.
У 1897 році в місті мешкали 10 922 особи, зокрема латиші — 4453 особи, естонці — 3594 особи, німці — 1145 осіб, росіяни — 1210 осіб, євреї — 303 особи та інші.
Восени 1917 року Валк став своєрідним центром Ліфляндії (оскільки Рига була зайнята німецькими військами, будь-яка легальна політична діяльність там була неможливою). Тут розташовувалися штаб і рада 12-ї армії, виходили кілька латиських газет, діяв Національний союз латиських вояків, працював більшовицький Ісколат (Виконком Ради робітничих, солдатських і безземельних депутатів Латвії).
Наприкінці листопада — на початку грудня 1917 року у Валці відбулася установча сесія Латвійської тимчасової національної ради.
Наприкінці лютого 1918 року латиські стрільці, відступаючи з Валка під натиском німецьких військ, підірвали артилерійський склад і водонапірну вежу місцевої залізничної станції.
1 липня 1920 року місто було розділено на дві частини — латвійську Валку і естонську Валгу (Естонії відійшла більша частина колись єдиного міста).
Існує версія, що відокремлення частини міста на користь Естонії стало актом вдячності за допомогу естонської армії у боротьбі за незалежність Латвії. Так, 20 вересня 1919 року Павло Бермондт-Авалов, командувач Західної добровольчої армії, оголосив, що він є «представником російської державної влади» і бере на себе всю повноту влади у Прибалтиці, ігноруючи таким чином факт латвійського суверенітету та існування латвійських органів влади.
7 жовтня, отримавши відмову у проханні пропустити його війська через територію Латвії на більшовицький фронт, Бермондт-Авалов почав бойові дії проти Латвії. 9 жовтня його війська зайняли західні передмістя Риги, а латвійський уряд евакуювався до Цесіса, запросивши військову допомогу у уряду Естонії. 10 жовтня Бермондт-Авалов замість продовження наступу запропонував Латвії перемир’я. У той самий день до Риги прибула ескадра британських крейсерів, а з Естонії — чотири бронепоїзди. Після успішного спільного відбиття інтервенції Естонія, окрім компенсації витрат на військову операцію, отримала як «премію» більшу частину міста Валка.
З 21 грудня 2007 року, після вступу Латвії та Естонії до Шенгенської зони, місто знову стало «єдиним»: прикордонний контроль відсутній, у місті діє латвійсько-естонська програма сусідства, хоча кожна з його частин зберігає власні органи управління.
До 1 липня 2009 року місто Валка входило до складу Валкського району і було його адміністративним центром.

## Економіка
Підприємства деревообробної промисловості. 
У місті також працюють і українські інвестиції. Компанія «OvoStar» будує у Валці птахофабрику..

## Туризм
Краєзнавчий музей, театр. Є ряд пам'ятників архітектури — колишній житловий будинок барона фон Врангеля (1645), євангелістська лютеранська церква Святої Катрини (вперше згадується в 1477, зруйнована в 1702 і 1752, потім відновлювалася).